# Eleições estaduais em Sergipe em 1945
As eleições estaduais em Sergipe em 1945 aconteceram em 2 de dezembro sob as regras fixadas no Decreto-Lei n.º 7.586 e numa resolução do Tribunal Superior Eleitoral editada em 8 de setembro como parte das eleições gerais no Distrito Federal, 20 estados e no território federal do Acre. Foram eleitos dois senadores e cinco deputados federais enviados à Assembleia Nacional Constituinte para redigir a Constituição de 1946 restituindo a ordem democrática após o Estado Novo.
Durante os quinze anos da Era Vargas, os sergipanos viveram sob o jugo de sete interventores federais, dentre os quais Erônides de Carvalho, eleito governador por via indireta sob a Carta Magna de 1934, e Augusto Maynard Gomes foram os mais longevos. Porém, o único dos velhos interventores a triunfar nas urnas foi Leite Neto, que conquistou o mandato de deputado federal como cacique do PSD em 1945.
Natural de Laranjeiras, o industrial Walter Franco atuou também como banqueiro, comerciante e pecuarista nos anos que antecederam seu ingresso na política. Aluno do Colégio Salesiano de Salvador e mais tarde do Colégio Antônio Vieira, abandonou o curso de engenharia que frequentava na Universidade Federal da Bahia a fim de comandar os negócios da família. Sempre filiado à UDN, seu mandato de senador conquistado em 1945 foi o primeiro dos que exerceu, tendo falecido em 1967 na condição de deputado federal por Sergipe. A partir de então, seu irmão, Augusto Franco, e seu sobrinho, Albano Franco, assumiram o legado do clã nas décadas seguintes.
Nascido em Capela e formado na Universidade Federal da Bahia, o médico Durval Cruz também foi comerciante e industrial antes de trilhar os caminhos da política, chegando a ter sociedade em empresas em Sergipe e Rio de Janeiro tanto na indústria têxtil quanto no setor sucroalcooleiro. Seu pai, Tomás Rodrigues da Cruz, foi senador constituinte em 1891 e seu cunhado, Augusto César Leite, foi eleito senador logo após a Constituição de 1934. Agora eleito para a Câmara Alta do parlamento pela UDN, Durval Cruz segue o caminho trilhado por seus predecessores na vida política sergipana a partir de sua cidade natal.

## Resultado da eleição para senador
Dados colhidos junto ao Tribunal Superior Eleitoral cujo acervo aponta 151.143 votos nominais.
| Candidatos a senador da República | Candidatos a suplente de senador | Número | Coligação           | Votação | Percentual |
| --------------------------------- | -------------------------------- | ------ | ------------------- | ------- | ---------- |
| Walter Franco UDN                 | Não havia -                      | -      | UDN (sem coligação) | 35.745  | 23,65%     |
| Durval Cruz UDN                   | Não havia -                      | -      | UDN (sem coligação) | 35.356  | 23,39%     |
| Maynard Gomes PSD                 | Não havia -                      | -      | PSD (sem coligação) | 33.851  | 22,40%     |
| Firmo Freire PSD                  | Não havia -                      | -      | PSD (sem coligação) | 32.463  | 21,48%     |
| Luís Carlos Prestes PCB           | Não havia -                      | -      | PCB (sem coligação) | 6.887   | 4,55%      |
| Péricles Azevedo PCB              | Não havia -                      | -      | PCB (sem coligação) | 6.841   | 4,53%      |
| Fontes:                           |                                  |        |                     |         |            |

## Resultado da eleição para suplente de senador
Foram apurados 31.934 votos nominais, assim distribuídosː

### Chapa de Walter Franco
| Candidatos a senador da República | Candidatos a suplente de senador      | Número | Coligação           | Votação | Percentual |
| --------------------------------- | ------------------------------------- | ------ | ------------------- | ------- | ---------- |
| Ver acima -                       | Pedro Diniz UDN                       | -      | UDN (sem coligação) | 14.227  | 44,55%     |
| Ver acima -                       | Melquisedeque de Figueiredo Monte UDN | -      | UDN (sem coligação) | 3.741   | 11,72%     |
| Ver acima -                       | José Onias de Carvalho UDN            | -      | UDN (sem coligação) | 2.357   | 7,38%      |
| Fontes:                           |                                       |        |                     |         |            |

### Chapa de Durval Cruz
| Candidatos a senador da República | Candidatos a suplente de senador | Número | Coligação          | Votação | Percentual |
| --------------------------------- | -------------------------------- | ------ | ------------------ | ------- | ---------- |
| Ver acima -                       | Clóvis Cardoso PR                | -      | PR (sem coligação) | 9.987   | 31,27%     |
| Ver acima -                       | Epifânio da Fonseca Dória PR     | -      | PR (sem coligação) | 1.493   | 4,68%      |
| Ver acima -                       | Clóvis Mozart Teixeira PR        | -      | PR (sem coligação) | 129     | 0,40%      |
| Fontes:                           |                                  |        |                    |         |            |

## Deputados federais eleitos
São relacionados os candidatos eleitos com informações complementares da Câmara dos Deputados.

Representação eleita
  UDN: 3
  PSD: 2

Fonteː
| Deputados federais eleitos | Partido | Votação | Percentual | Cidade onde nasceu | Unidade federativa |
| Leite Neto                 | PSD     | 26.279  | 33,99%     | Riachuelo          | Sergipe            |
| Leandro Maciel             | UDN     | 10.699  | 13,84%     | Rosário do Catete  | Sergipe            |
| Amando Fontes              | UDN     | 8.097   | 10,47%     | Santos             | São Paulo          |
| Heribaldo Vieira           | UDN     | 7.299   | 9,44%      | Capela             | Sergipe            |
| Graco Cardoso              | PSD     | 5.878   | 7,60%      | Estância           | Sergipe            |
| Fontes:                    |         |         |            |                    |                    |